# Stephan Grill

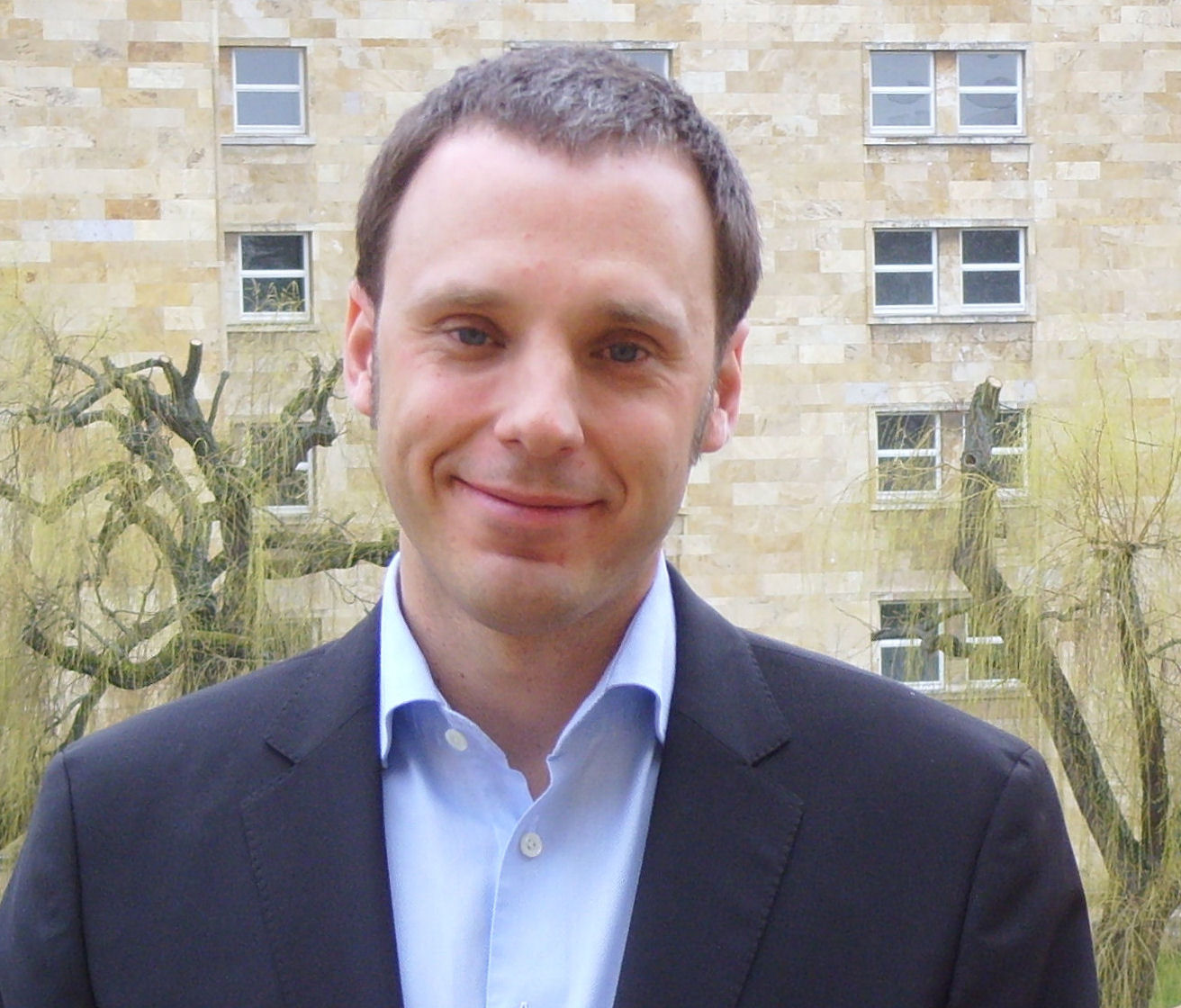
Stephan Grill (2011)

Stephan Wolfgang Grill (* 5. Mai 1974 in Heidelberg) ist ein deutscher Biophysiker.

## Leben
Grill studierte an der Universität Heidelberg Physik und arbeitete dann am European Molecular Biology Laboratory (EMBL) in Heidelberg bei Anthony Hyman und Ernst Stelzer, was zu seiner Promotion über das Thema The mechanics of asymmetric spindle positioning in the Caenorhabditis elegans embryo 2002 führte (Promotion offiziell an der TU München). Als Post-Doktorand war er am Max-Planck-Institut für molekulare Zellbiologie und Genetik in Dresden und bei Carlos Bustamante am Lawrence Berkeley National Laboratory und der Universität Berkeley als Helen Hay Whitney Foundation Postdoctoral Fellow. Ab 2006 war er Nachwuchsgruppenleiter am MPI für molekulare Zellbiologie und Genetik und am Max-Planck-Institut für Physik komplexer Systeme in Dresden. 2009 hatte er eine Vertretungsprofessur an der Universität Leipzig. 2013 habilitierte er sich an der Universität Leipzig und er war 2013 bis 2019 Professor für Biophysik am Biotechnologischen Zentrum der TU Dresden. Seit Oktober 2018 ist er Wissenschaftliches Mitglied der Max-Planck-Gesellschaft und Direktor am Max-Planck-Institut für molekulare Zellbiologie und Genetik in Dresden.
Von 2019 bis 2021 war Grill der Gründungssprecher des Exzellenzclusters 2068 Physik des Lebens an der Technische Universität Dresden, wo er auch Honorarprofessor an der Fakultät Physik ist.
Grill gehörte von 2014 bis 2019 zu den Editoren der Fachzeitschrift Physical Review Letters.

## Werk
Grill studiert mit seiner Gruppe die Rolle mechanischer Prozesse bei Zelldifferentiation (Meiose, studiert bei C. elegans – Verteilung der Chromosomen bei der Teilung über die Ausbildung des Spindelapparats und Aufteilung der Zellbestandteile über die Kontraktion eines feinen Netzwerks von Molekülen ähnlich denen beim Muskel) und ihr Zusammenhang mit molekularen Prozessen (z. B. über chemische Stoffgradienten gegeben). Dazu entwickelte er ein Verfahren, durch gezielte Durchtrennung zellulärer Strukturen mit Lasern mechanische Spannungen in der Zelle aufzuzeigen (lasergestützte nicht-invasive zelluläre Mikrochirurgie). Das Verfahren entwickelte er schon am EMBL. Im Fall der Untersuchung der Zellteilung wurden dazu mit gentechnischen Verfahren gezielt Teile des kontraktilen Netzes der Zelle gefärbt und so sichtbar und für den Laser gezielt durchtrennbar gemacht. Das Ausmaß des Auseinanderklaffens nach der Durchtrennung war ein Maß der Spannung.
In Berkeley begann er sein zweites Forschungsfeld, die direkte Beobachtung von Molekülen bei der Transkription von DNA in RNA. Dabei konnte er die Bewegung der dafür verantwortlichen RNA-Polymerase II am DNA-Strang verfolgen, die sich dabei nicht nur in eine Richtung bewegt, sondern auch vor- und zurückspringt. Das spiegelt Kontrollprozesse und Korrekturprozesse bei der Transkription wider, die die Fehlerquote senken.

## Ehrungen und Mitgliedschaften
2010 erhielt Grill den EMBO Young Investigator Award. 2011 erhielt er den Paul-Ehrlich-und-Ludwig-Darmstaedter-Preis für Nachwuchswissenschaftler. 2015 wurde Grill mit dem Sackler-Preis für Biophysik ausgezeichnet, 2017 wurde er in die European Molecular Biology Organization gewählt.